# جايسون بيكر
جايسون بيكر (بالإنجليزية: Jason Becker)‏ (و. 1969  م) هو عازف قيثارة، وموسيقي، وملحن أمريكي، ولد في ريتشموند، كاليفورنيا.

## روابط خارجية
- جايسون بيكر على موقع ميوزك برينز (الإنجليزية)
- جايسون بيكر على موقع أول ميوزيك (الإنجليزية)
- جايسون بيكر على موقع ديسكوغز (الإنجليزية)